# Не найвдаліший день
«Не найвдаліший день» — радянський художній фільм 1966 року, режисера Юрія Єгорова. За твором Юліана Семенова «Дунечка і Микита».

## Сюжет
Один день з життя простої радянської родини. Подружжя Степанових саме в цей день вирішили розірвати узи шлюбу, для чого їм необхідно з'явитися в народний суд. Свою маленьку доньку Дуню вони залишають братові Наді Степанової Микиті. Однак на Микиту теж чекає нелегкий день. Необхідно встигнути до театрального інституту, на запис на радіо, допомогти другу Гранатикову здати іспит, обдуривши професора Пінчука. Є у Микити і свої сердечні справи — йому треба розібратися в почуттях до своєї подруги, висхідної зірки Ані. Незмінна супутниця Микити — Дунечка. Паралельно, навіть покинувши суд, де їм дали розлучення, Степанови намагаються розібратися в своїх почуттях один до одного. Миті в цьому допомагає його старий друг Левон, а Наді — її помічниця медсестра. Микита і Дунечка повертаються додому пізно вночі, чим немало лякають Степанових.

## У ролях
- Микита Михалков —  Микита
- Світлана Світлична —  Надя Степанова
- Володимир Заманський —  Митя Степанов
- Ольга Гобзєва —  Аня
- Ніна Сазонова —  Анна Трохимівна, голова суду
- Ігор Кваша —  Левон, друг Степанова
- Борис Іванов —  Михайло Миколайович Пінчук, професор
- Ольга Аросєва —  медсестра на роботі Степанової
- Ігор Васильєв —  відвідувач кафе
- Ігор Ясулович —  Ігор, однокурсник Ані
- Володимир Грамматиков —  Володя Гранатиков
- Григорій Лямпе —  гардеробник
- Борис Юрченко —  підсудний
- Дар'я Семенова —  Дунечка

## Знімальна група
- Режисер — Юрій Єгоров
- Сценаристи — Юліан Семенов, Юрій Єгоров
- Оператор — Інна Зараф'ян
- Композитор — Марк Фрадкін
- Художник — Олександр Бойм